# (3961) Arthurcox
(3961) Arthurcox es un asteroide perteneciente al cinturón de asteroides, descubierto el 31 de julio de 1962 por el equipo de la Universidad de Indiana desde el Observatorio Goethe Link, Brooklyn (Estados Unidos).

## Designación y nombre
Designado provisionalmente como 1962 OB. Fue nombrado Arthurcox en honor al astrónomo estadounidense Arthur N. Cox.